# Stazione di Piovene
La stazione di Piovene è stata una stazione ferroviaria di transito posta lungo la ex-linea ferroviaria a scartamento ridotto Torrebelvicino-Schio-Rocchette-Arsiero, inaugurata nel 1885, sulla tratta parziale Schio-Sant'Orso-Piovene-Rocchette (chiusa nel 1949) con funzione di servizio passeggeri del capoluogo comunale di Piovene (Piovene Rocchette dal 1933), di notorietà inferiore rispetto alla sua frazione industrializzata di Rocchette, sede della stazione omonima, degli stabilimenti lanieri dell'industriale Alessandro Rossi e delle fabbriche artigianali di birra, tra le quali emerge la Birraria Real Summano o Fabbrica Birra Real Summano fondata nel 1873. Degno di nota è da annoverare tra queste industrie anche il Pastificio Summano di Piovene, fondato nel 1872, che in certe occasioni si avvaleva del servizio ferroviario per la spedizione dei suoi prodotti.